# Castle Rock (Snow Island)
Der Castle Rock (von englisch castle ‚Burg, Schloss, Festung‘, spanisch Roca Castillo) ist ein markanter und 175 m hoher Klippenfelsen im Archipel der Südlichen Shetlandinseln. In der Boyd Strait ragt er 3 km vor der Westküste von Snow Island aus dem Meer auf.
Die deskriptive Benennung des Felsens ist seit etwa 1822 etabliert.